# Ринелорикарии
Ринелорикарии (лат. Rineloricaria) — род лучепёрых рыб из семейства кольчужных сомов, обитающий в Южной Америке. Научное название происходит от греч. rhinos — «нос» и лат. lorica — «кожаный доспех».

## Описание

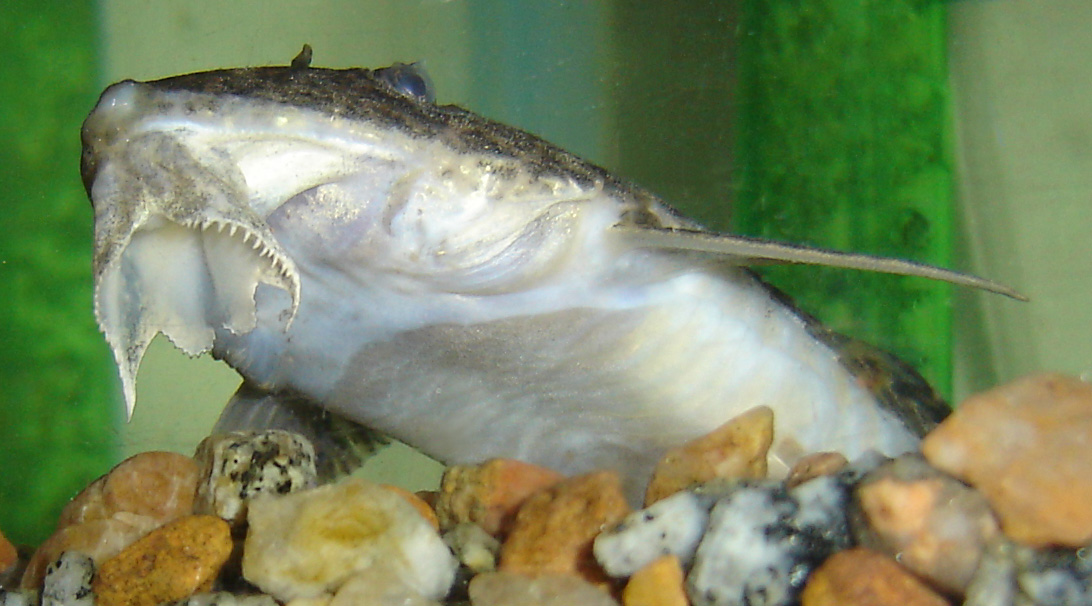
Rineloricaria longicauda

Общая длина представителей этого рода колеблется от 8 до 22 см. Голова относительно большая, уплощённая сверху. Рыло сужено, округлое на конце. По бокам присутствуют удлинённые одонтоды (кожаные зубчики). Губы одинакового размера. Не имеют видимых усиков. Глаза маленькие. Рот представляет собой своеобразную присоску. Туловище стройное, покрыто костными пластинками. Спинной плавник высокий, с сильным наклоном, цельный, полностью касается туловища, имеет 1 жёсткий луч. Грудные плавники широкие, на их лучах и шипах у самцов есть одонтоды. Первый жёсткий луч (шип) короткий и толстый, последний у самцов изогнутый. Брюшные плавники равны или превосходят по размеру грудные плавники. Жировой плавник отсутствует. Анальный плавник вытянут книзу, умеренно широкий. Хвостовой стебель очень тонкий. Хвостовой плавник с выемкой, имеет нитевидные лучи, тянущиеся с краёв плавника.
Окраска светло-коричневая с тёмными произвольно разбросанными пятнами или крапинками тёмно-коричневого цвета. Спинной плавник тёмного цвета.

## Образ жизни
Это донные рыбы. Большинство видов живут в больших реках, лагунах, лесных ручьях с песчаным или каменистым дном, среди опавшей и затонувшей листвы в прозрачных или мутных водах. Встречаются на умеренном течении, образуют небольшие косяки. Исследуют дно в поисках еды или соскабливают с листьев растений бактериальный налет и водоросли. Активны в сумерках и ночью. Питаются водными беспозвоночными и детритом.

## Размножение
Самка откладывает до 100 икринок в полости камней или пещеру.

## Распространение
Обитают в водных системах от Коста-Рики до центральной части Аргентины.

## Содержание в аквариуме
Для содержания подходит аквариум от 100 литров. На дно насыпают смесь мелкого и среднего песка, сверху застилают затонувшими листьями деревьев и тонкими веточками. Как декорации размещают небольшие камни и коряги, вдоль задней стенки высаживают растения.
Неагрессивные рыбки. Содержат группой от 5—7 особей. Соседями могут быть мелкие харациновые, сомы-коридорасы. Кормят сомов свежими овощами, ошпаренными листья салата, крапивы, одуванчика. 30 % пищи должно иметь животное происхождение. Из технических средств понадобится внутренний фильтр средней мощности для создания умеренного течения, компрессор. Температура содержания должна составлять 22—26 °C.

## Классификация
На май 2018 года в род включают 63 вида:
- Rineloricaria aequalicuspis R. E. dos Reis & A. R. Cardoso, 2001
- Rineloricaria altipinnis (Breder, 1925)
- Rineloricaria anhanguapitan Ghazzi, 2008
- Rineloricaria anitae Ghazzi, 2008
- Rineloricaria aurata (Knaack, 2003)
- Rineloricaria baliola M. S. Rodriguez & R. E. dos Reis, 2008
- Rineloricaria beni (N. E. Pearson, 1924)
- Rineloricaria cacerensis (A. Miranda-Ribeiro, 1912)
- Rineloricaria cadeae (R. F. Hensel, 1868)
- Rineloricaria capitonia Ghazzi, 2008
- Rineloricaria caracasensis (Bleeker, 1862)
- Rineloricaria castroi Isbrücker & Nijssen, 1984
- Rineloricaria catamarcensis (C. Berg, 1895)
- Rineloricaria cubataonis (Steindachner, 1907)
- Rineloricaria daraha Rapp Py-Daniel & Fichberg, 2008
- Rineloricaria eigenmanni (Pellegrin, 1908)
- Rineloricaria fallax (Steindachner, 1915)
- Rineloricaria felipponei (Fowler, 1943)
- Rineloricaria formosa Isbrücker & Nijssen, 1979
- Rineloricaria hasemani Isbrücker & Nijssen, 1979
- Rineloricaria henselii (Steindachner, 1907)
- Rineloricaria heteroptera Isbrücker & Nijssen, 1976
- Rineloricaria hoehnei (A. Miranda-Ribeiro, 1912)
- Rineloricaria isaaci M. S. Rodriguez & Miquelarena, 2008
- Rineloricaria jaraguensis (Steindachner, 1909)
- Rineloricaria jubata (Boulenger, 1902)
- Rineloricaria konopickyi (Steindachner, 1879)
- Rineloricaria kronei (A. Miranda-Ribeiro, 1911)
- Rineloricaria lanceolata (Günther, 1868)
- Rineloricaria langei Ingenito, Ghazzi, Duboc & Abilhoa, 2008
- Rineloricaria latirostris (Boulenger, 1900)
- Rineloricaria lima (Kner, 1853)
- Rineloricaria longicauda R. E. dos Reis, 1983
- Rineloricaria maacki Ingenito, Ghazzi, Duboc & Abilhoa, 2008
- Rineloricaria magdalenae (Steindachner, 1879)
- Rineloricaria malabarbai M. S. Rodriguez & R. E. dos Reis, 2008
- Rineloricaria maquinensis R. E. dos Reis & A. R. Cardoso, 2001
- Rineloricaria melini (O. Schindler, 1959)
- Rineloricaria microlepidogaster (Regan, 1904)
- Rineloricaria microlepidota (Steindachner, 1907)
- Rineloricaria misionera M. S. Rodriguez & Miquelarena, 2005
- Rineloricaria morrowi Fowler, 1940
- Rineloricaria nigricauda (Regan, 1904)
- Rineloricaria osvaldoi Fichberg & Chamon, 2008
- Rineloricaria pareiacantha (Fowler, 1943)
- Rineloricaria parva (Boulenger, 1895) — Малая ринелорикария[1]
- Rineloricaria pentamaculata Langeani & R. B. de Araujo, 1994
- Rineloricaria phoxocephala (C. H. Eigenmann & R. S. Eigenmann, 1889)
- Rineloricaria platyura (J. P. Müller & Troschel, 1849)
- Rineloricaria quadrensis R. E. dos Reis, 1983
- Rineloricaria reisi Ghazzi, 2008
- Rineloricaria sanga Ghazzi, 2008
- Rineloricaria setepovos Ghazzi, 2008
- Rineloricaria sneiderni (Fowler, 1944)
- Rineloricaria steindachneri (Regan, 1904)
- Rineloricaria stellata Ghazzi, 2008
- Rineloricaria stewarti (C. H. Eigenmann, 1909)
- Rineloricaria strigilata (R. F. Hensel, 1868) — Щетинистая ринелорикария[1]
- Rineloricaria teffeana (Steindachner, 1879)
- Rineloricaria thrissoceps (Fowler, 1943)
- Rineloricaria tropeira Ghazzi, 2008
- Rineloricaria wolfei Fowler, 1940
- Rineloricaria zaina Ghazzi, 2008